# Albi (Itália)
Albi é uma comuna italiana da região da Calábria, província de Catanzaro, com cerca de 1.105 habitantes. Estende-se por uma área de 28 km², tendo uma densidade populacional de 39 hab/km². Faz fronteira com Fossato Serralta, Magisano, Pentone, Sellia, Taverna, Zagarise.

## Demografia
| Variação demográfica do município entre 1861 e 2011                               |
|                                                                                   |
| Fonte: Istituto Nazionale di Statistica (ISTAT) - Elaboração gráfica da Wikipedia |